# Championnat GTR Euroseries
 (septembre 2022).
Pour les articles homonymes, voir GTR.
Le GTR Euroseries est un ancien championnat automobile destiné aux voitures de type Grand Tourisme. Il a été fondé par le français Patrick Peter comme une alternative au Championnat FIA GT en reprenant des formats utilisés dans le Championnat BPR.
Dans le Championnat BPR toutes les courses excepté les 1000 km de Suzuka et les 1000 km de Paris avaient une durée de quatre heures. Le Championnat FIA GT créé en 1997 a repris ce format mais l'a délaissé en 1998 au profit de course de 500 et 1000km. Les GTR Euroseries ont été créées pour conserver des courses plus longues dans le calendrier d'endurance.
Ce championnat n'a été disputé qu'une seule fois en 1998.

## Résultats
Toutes les courses ont une durée de 4 heures

Dans le Misano Gold Cup, les voitures sports-prototypes peuvent concourir avec les voitures GT.
| Rnd | Course                       | Circuit                        | Écurie                                           | Date       |
| Rnd | Course                       | Circuit                        | Pilotes                                          | Date       |
| --- | ---------------------------- | ------------------------------ | ------------------------------------------------ | ---------- |
| 1   | Gran Premio Repsol           | Circuito Permanente Del Jarama | N°1 GTC/Davidoff Classic                         | 22 mars    |
| 1   | Gran Premio Repsol           | Circuito Permanente Del Jarama | Geoff Lees Thomas Bscher                         | 22 mars    |
| 2   | 4 Heures de Paul Ricard      | Circuit Paul-Ricard            | N°9 BVB Motorsport                               | 26 avril   |
| 2   | 4 Heures de Paul Ricard      | Circuit Paul-Ricard            | Geoff Lister Maxwell Beaverbrook Barrie Williams | 26 avril   |
| 3   | Misano Gold Cup              | Circuit de Misano              | N°33 GLPK Racing                                 | 24 mai     |
| 3   | Misano Gold Cup              | Circuit de Misano              | Paul Kumpen Stéphane Cohen Charles Margueron     | 24 mai     |
| 4   | Intl. ACV-AvD Sprint Meeting | Nürburgring                    | N°35 Freisinger Motorsport                       | 19 juillet |
| 4   | Intl. ACV-AvD Sprint Meeting | Nürburgring                    | Wolfgang Kaufmann Michel Ligonnet (de)           | 19 juillet |
| 5   | 4 Heures de Spa              | Circuit de Spa-Francorchamps   | #35 Freisinger Motorsport                        | 26 juillet |
| 5   | 4 Heures de Spa              | Circuit de Spa-Francorchamps   | Wolfgang Kaufmann Michel Ligonnet                | 26 juillet |

## Vainqueurs
| Année | Pilotes                  | Écurie                             |
| ----- | ------------------------ | ---------------------------------- |
| 1998  | Thomas Bscher Geoff Lees | Davidoff Classics - McLaren F1 GTR |